# Bematistes
Bematistes es un género de lepidópteros de la familia Nymphalidae. Es originario de África.

## Especies
- umbra grupo de especies:[1]
  - Bematistes adrasta (Weymer, 1892)
  - Bematistes aganice (Hewitson, 1852)
  - Bematistes alcinoe (Felder, 1865)
  - Bematistes consanguinea (Aurivillius, 1893)
  - Bematistes consanguinoides Le Doux
  - Bematistes elgonense (Poulton, 1929)
  - Bematistes elongata (Butler, 1874)
  - Bematistes epiprotea (Butler, 1874)
  - Bematistes excisa (Butler, 1874)
  - Bematistes formosa (Butler, 1874)
  - Bematistes macaria (Fabricius, 1793)
  - Bematistes macarista (Sharpe, 1906)
  - Bematistes obliqua (Aurivillius, 1913)
  - Bematistes persanguinea (Rebel, 1914)
  - Bematistes poggei (Dewitz, 1879)
  - Bematistes pseudeuryta (Godman & Salvin, 1890)
  - Bematistes quadricolor Rogenhöfer, 1891
  - Bematistes scalivittata (Butler, 1896)
  - Bematistes simulata (Le Doux, 1932)
  - Bematistes umbra (Drury, [1782])
  - Bematistes vestalis (Felder, 1865)
- epaea grupo de especies:
  - Bematistes epaea (Cramer, 1779)
  - Bematistes tellus (Aurivillius, 1893)
- incertae sedis:
  - Bematistes indentata (Butler, 1895)
  - Bematistes leopoldina (Aurivillius, 1895)